# Tata Open 2002
Il Tata Open 2002 (conosciuto anche come Tata Open) è stato un torneo di tennis giocato sul cemento.
È stata la 7ª edizione del Maharashtra Open,
che fa parte della categoria International Series nell'ambito dell'ATP Tour 2002.
Si è giocato al SDAT Tennis Stadium di Chennai in India, dal 31 dicembre 2001 al 7 gennaio 2002.

## Campioni

### Singolare
Guillermo Cañas ha battuto in finale  Paradorn Srichaphan con il punteggio di 6–4, 7–6 (7-2)

### Doppio
Leander Paes /  Mahesh Bhupathi hanno battuto in finale  Tomáš Cibulec /  Ota Fukárek con il punteggio di 5–7, 6–2, 7–5